# Волк, Игорь Петрович

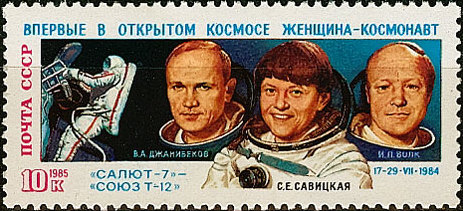
Владимир Джанибеков, Светлана Савицкая и Игорь Волк на марке почты СССР, 1985 год

И́горь Петро́вич Волк (12 апреля 1937, Змиёв, Харьковская область — 3 января 2017, Пловдив) — лётчик-космонавт СССР, Герой Советского Союза, заслуженный лётчик-испытатель СССР, полковник (1987).

## Биография

### Детство и юность
Учился в средней школе № 2 в городе Змиёв Харьковской области и средней школе № 14 в городе Ворошилов (нынешний Уссурийск) Приморского края. В 1954 году окончил среднюю школу № 5 в городе Курске. Занимался в Курском аэроклубе, первый полёт совершил в апреле 1954 года.

### Служба в армии
С 1954 года находился на действительной военной службе. В 1956 году досрочно (за два года) окончил Кировоградское военное авиационное училище лётчиков (КВАУЛ). С 1956 года служил лётчиком Бакинского округа ПВО, Азербайджанская ССР, летал на самолётах Ил-28, Ту-16. Вышел в запас в 1963 году в звании капитан, с 1987 года — полковник запаса.

### Работа испытателя
В 1965 году окончил Школу лётчиков-испытателей и начал работать лётчиком-испытателем в Лётно-испытательном центре (ЛИЦ) ЛИИ. В 1995—1997 годах возглавлял этот центр, будучи одновременно заместителем начальника ЛИИ. Уволился из ЛИИ 26 февраля 2002 года.
За годы работы летал на всех типах отечественных истребителей, бомбардировщиков и транспортных самолётов. Особое умение проявил в сложных испытаниях различных самолётов на штопор. Первым в мире провёл испытания поведения самолётов на больших закритических углах атаки (до 90°), выполнив фигуру высшего пилотажа «кобра».
Общий налёт более 7000 часов, из них в испытательных полётах более 3500 часов. С 1965 года — лётчик-испытатель 4-го класса, с 22 июля 1966 года — лётчик-испытатель 3-го класса, с 1969 года — лётчик-испытатель 2-го класса, с 16 ноября 1971 года — лётчик-испытатель 1-го класса. С 1984 года космонавт 3-го класса.
Без отрыва от испытательной работы в 1969 году окончил Московский авиационный институт.

### Космические программы
В рамках авиационно-космической программы «Спираль» в мае 1976 года проводил испытания дозвукового аналога орбитального самолёта — МиГ-105.11 (начальный этап).
12 июля 1977 года зачислен в группу специальной подготовки по программе «Буран», 3 августа 1978 года получил положительное заключение Главной медицинской комиссии (ГМК). В конце 1978 года был назначен командиром создающегося отряда лётчиков-испытателей № 1 комплекса «А» ЛИЦ ЛИИ.
Приказом Министра авиационной промышленности СССР от 23 июня 1981 года № 263 (приказ начальника ЛИИ от 10 августа 1981 года № 26) в ЛИИ им. М. М. Громова был создан отраслевой Отряд космонавтов-испытателей Минавиапрома СССР в составе лётчиков-испытателей: Волк И. П. — командир, Левченко А. С., Станкявичус Р. А. и Щукин А. В. (первый набор).
С апреля 1979 по декабрь 1980 года проходил общекосмическую подготовку в ЦПК им. Ю. А. Гагарина, 12 февраля 1982 года ему была присвоена квалификация космонавт-испытатель.
Ярослав Голованов писал в своих записных книжках:

Анохин подвёл меня к молодому белобрысому парню, почти альбиносу, и сказал:
— Запомни, Ярослав, я летаю настолько же лучше Нестерова, насколько этот парень летает лучше меня! Запомни его имя: Игорь Волк!

Потом мы разговаривали с блондином, оказавшимся относительно трезвым. Я говорил, что хотел бы написать о нём, он отвечал, что это невозможно, поскольку его испытательная работа глухо засекречена.
С сентября 1982 по май 1983 года проходил подготовку к космическому полёту в составе основного экипажа совместно с Леонидом Кизимом и Владимиром Соловьёвым, но в связи с изменением программы полётов станции «Салют-7» был выведен из экипажа.

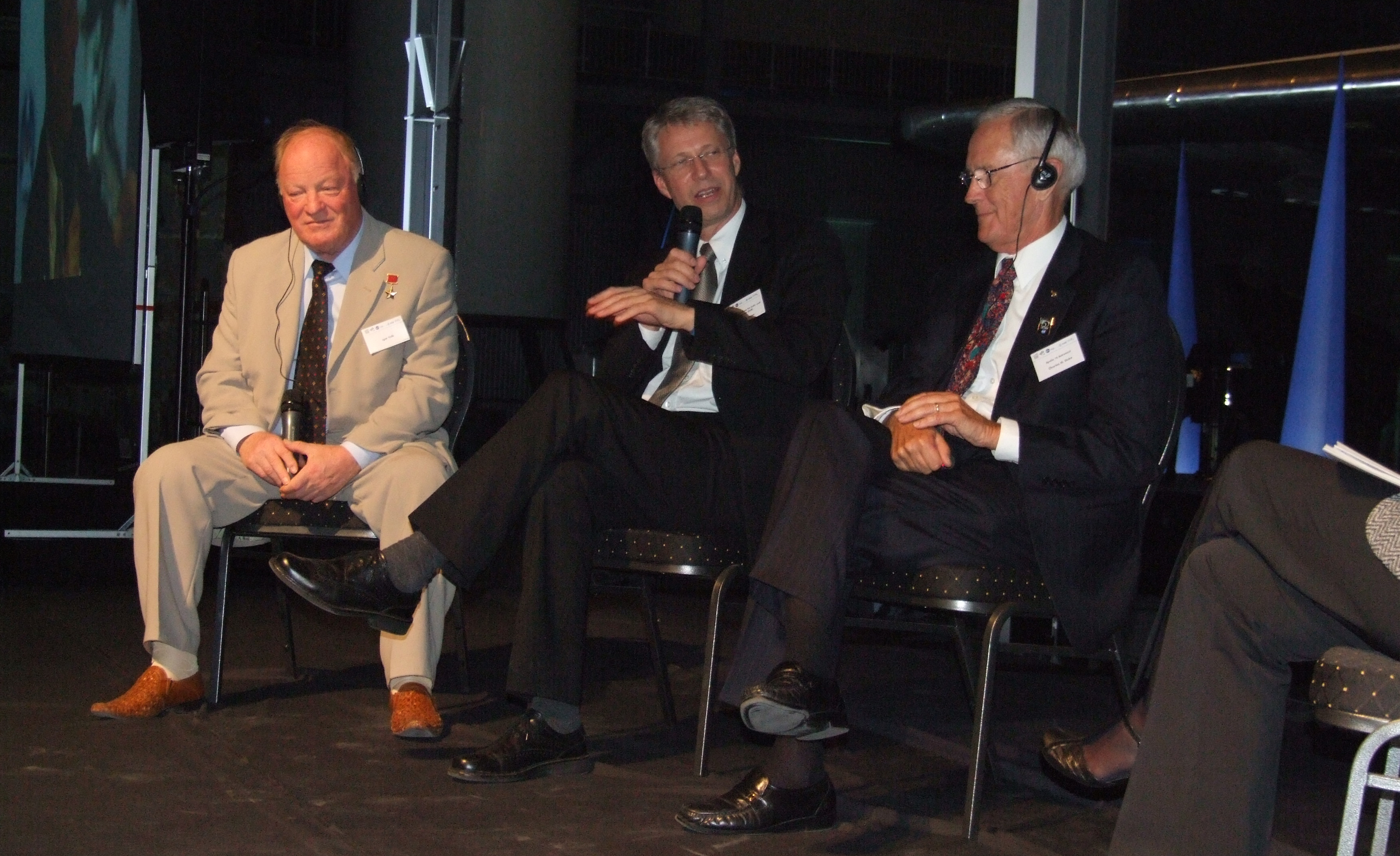
Игорь Волк, Томас Райтер, Чарлз Дьюк

С 26 декабря 1983 года проходил подготовку к полёту на КК «Союз-Т». Совершил космический полёт (с 17 по 29 июля 1984 года) в качестве космонавта-исследователя корабля «Союз Т-12» (экипаж: Джанибеков, Савицкая). Работал на орбитальном комплексе «Салют-7» — «Союз Т-11» (экипаж: Л. Д. Кизим, В. А. Соловьёв, О. Ю. Атьков) — «Союз Т-12». Экспедиция посещения вернулась на Землю на КК «Союз Т-11». Продолжительность полёта — 11 суток 19 часов 14 минут 36 секунд. Персональный позывной — «Памир-3». В рамках испытаний сразу после приземления пилотировал вертолёт и самолёты Ту-154 и МиГ-25 по маршруту Байконур — Ахтубинск — Байконур с целью оценки возможностей пилота после нахождения в условиях невесомости. Как считает сам Игорь Петрович, главной целью его полёта было доказательство возможности космонавта пилотировать «Буран» после работы на орбите, и ему это удалось в полной мере.

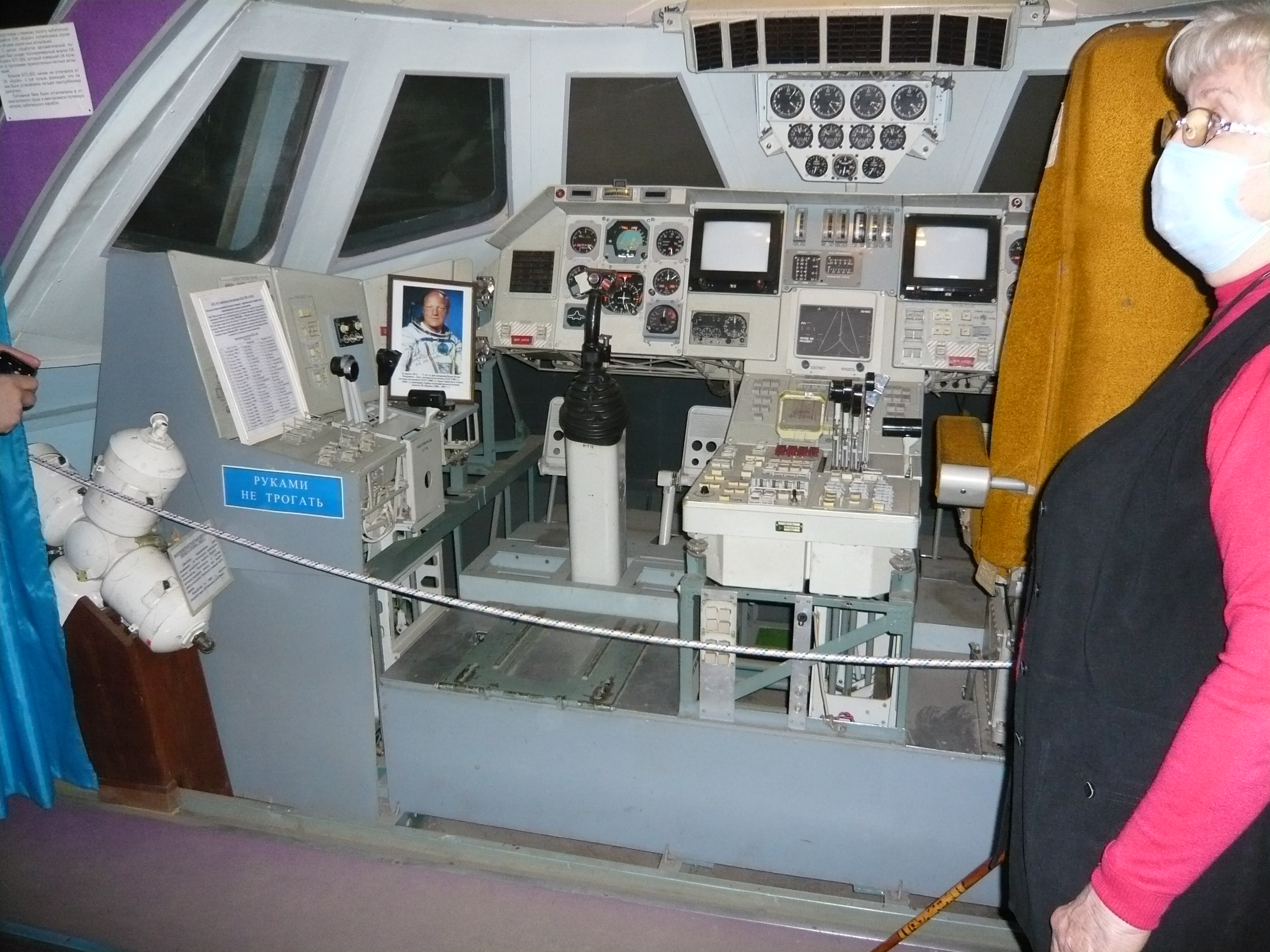
Тренажёр управления «Бураном» с фотографией И. Волка

Огромная заслуга принадлежит И. П. Волку и его товарищам по ЛИИ им. М. М. Громова в успешном завершении уникального проекта КК «Буран».
В 1984—1987 командир отряда космонавтов-испытателей аналога КК. В ходе испытаний проекта «Буран» выполнил пять рулёжек и тринадцать полётов на специальном экземпляре корабля. Он должен был стать командиром экипажа первого пилотируемого космического полёта МТКК «Буран» (совместно с Римантасом Станкявичюсом). Однако корабль совершил лишь единственный полёт в автоматическом режиме, после чего программа была прекращена.
Проходил подготовку в качестве командира экипажа совместно с Александром Иванченковым. До 1995 г. оставался в составе отряда космонавтов.
Статистика
| # | Стартовый корабль | Старт, UTC        | Экспедиция         | Корабль посадки | Посадка, UTC      | Налёт                      | Выходы в открытый космос | Время в открытом космосе |
| - | ----------------- | ----------------- | ------------------ | --------------- | ----------------- | -------------------------- | ------------------------ | ------------------------ |
| 1 | Союз Т-12         | 17.07.1984, 17:40 | Союз Т-12, Салют-7 | Союз Т-12       | 29.07.1984, 12:55 | 11 суток 19 часов 14 минут | 0                        | 0                        |

### Общественная работа
- Депутат городского Совета города Жуковский (1984—1987)
- Президент Всесоюзной федерации тенниса СССР (1986—1990)
- Президент Федерации любителей авиации (с 1988 г.)
- Член исполкома «Движения зелёных» (с 1989 г.). Активный сторонник экологического движения в СССР и России.
- Первый вице-президент Федерации космонавтики России (ФКР), председатель Исполкома ФКР (2003—2005)

С апреля 1990 г. являлся членом редакционной коллегии журнала «Крылья Родины».
Участвовал в трансконтинентальном перелёте Москва — Канберра — Москва на самолётах Як-18Т (12 ноября 1991 года — 2 февраля 1992 года).
21 ноября 2013 года подписал открытое письмо президенту с критикой в адрес ОАК и её руководителя Погосяна М. А. за свертывание программы по производству самолётов Ту-334. Также, в данном письме подвергается непосредственной критике проект Superjet..
В мае 2016 г. поддержал программу экологов на выборах и праймериз «Единой России» в Подмосковье. Оказывал активную поддержку экологическим проектам журнала «ЭкоГрад».
Избирался президентом Международной ассоциации «Земля и космонавтика», создав в ней общественный фонд «Дети и авиация», целью которого является создание города будущего для развития авиации. Этот проект Волк представил в декабре 2016 года в болгарском городе Пловдиве и получил поддержку избранного 13 ноября 2016 году президента страны Румена Радева — генерал-майора запаса, бывшего командующего ВВС Болгарии, своего давнего товарища.

### Смерть

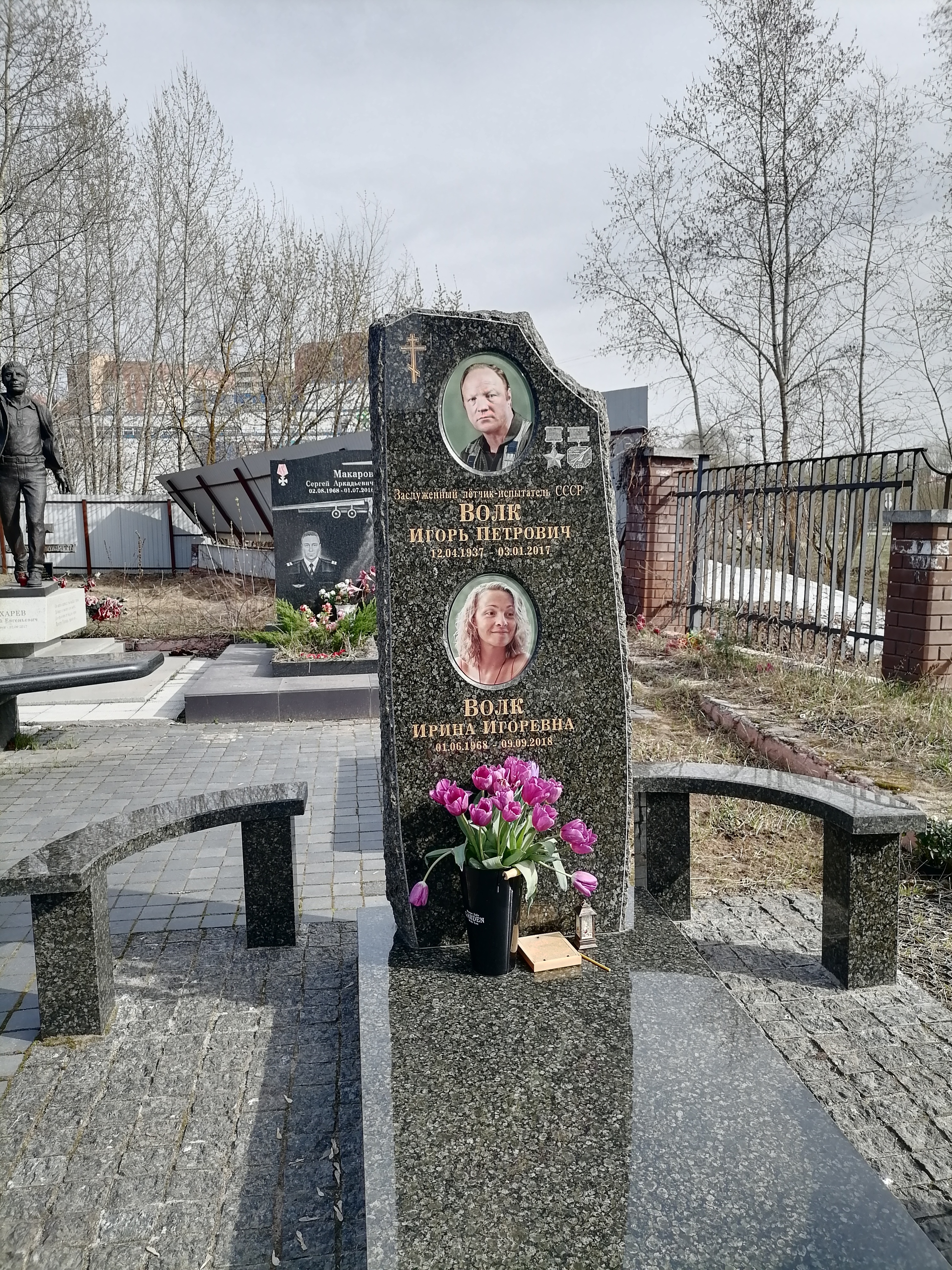
Семейная могила И. П. Волка и его дочери Ирины

Игорь Петрович Волк умер 3 января 2017 года в Пловдиве (Болгария). Похоронен на Быковском мемориальном кладбище в городе Жуковском Московской области.

## Награды и звания
- Орден Трудового Красного Знамени (25 марта 1974 года) — за вклад в испытания и исследования новой авиационной техники.
- Заслуженный лётчик-испытатель СССР (18 августа 1983 года).
- Герой Советского Союза (29 июля 1984)[14] и Орден Ленина — за осуществление космического полёта на корабле «Союз Т-12» и орбитальной станции «Салют-7» и проявленные при этом мужество и героизм.
- Орден Дружбы народов, (30 декабря 1990 года) — за заслуги в создании и проведении испытаний многоразовой космической системы" «Энергия — Буран».
- Орден «За заслуги перед Отечеством» IV степени (11 апреля 1997) — за заслуги перед государством, большой вклад в развитие отечественной авиации и космонавтики[15].
- Медаль «За заслуги в освоении космоса» (12 апреля 2011 года) — за большие заслуги в области исследования, освоения и использования космического пространства, многолетнюю добросовестную работу, активную общественную деятельность[16].
- Почётный гражданин города Жуковский (25 июля 1986 года)[17].

## Память

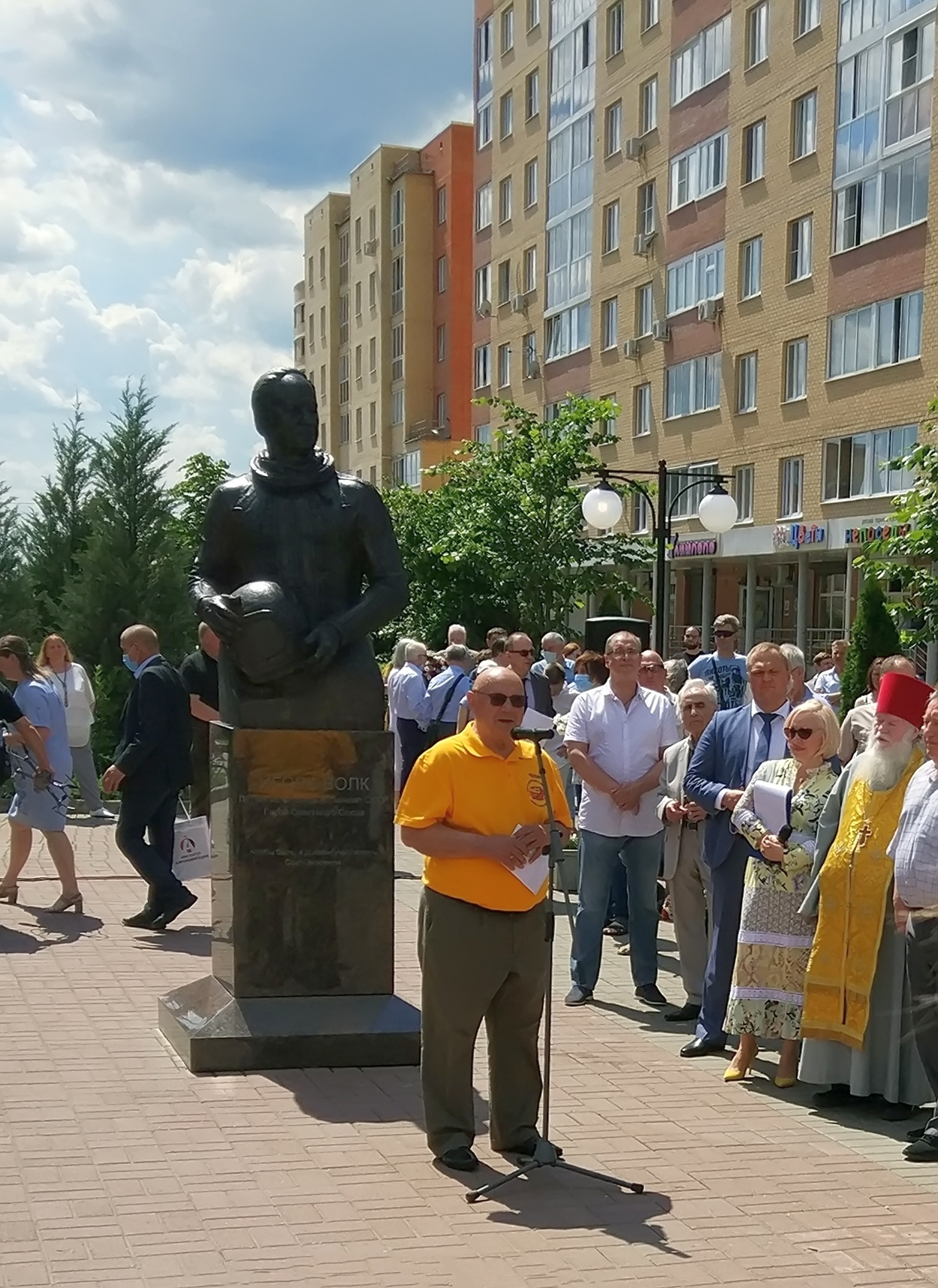
Выступление космонавта Владимира Джанибекова на церемонии открытия памятного бюста И. П. Волку в Жуковском

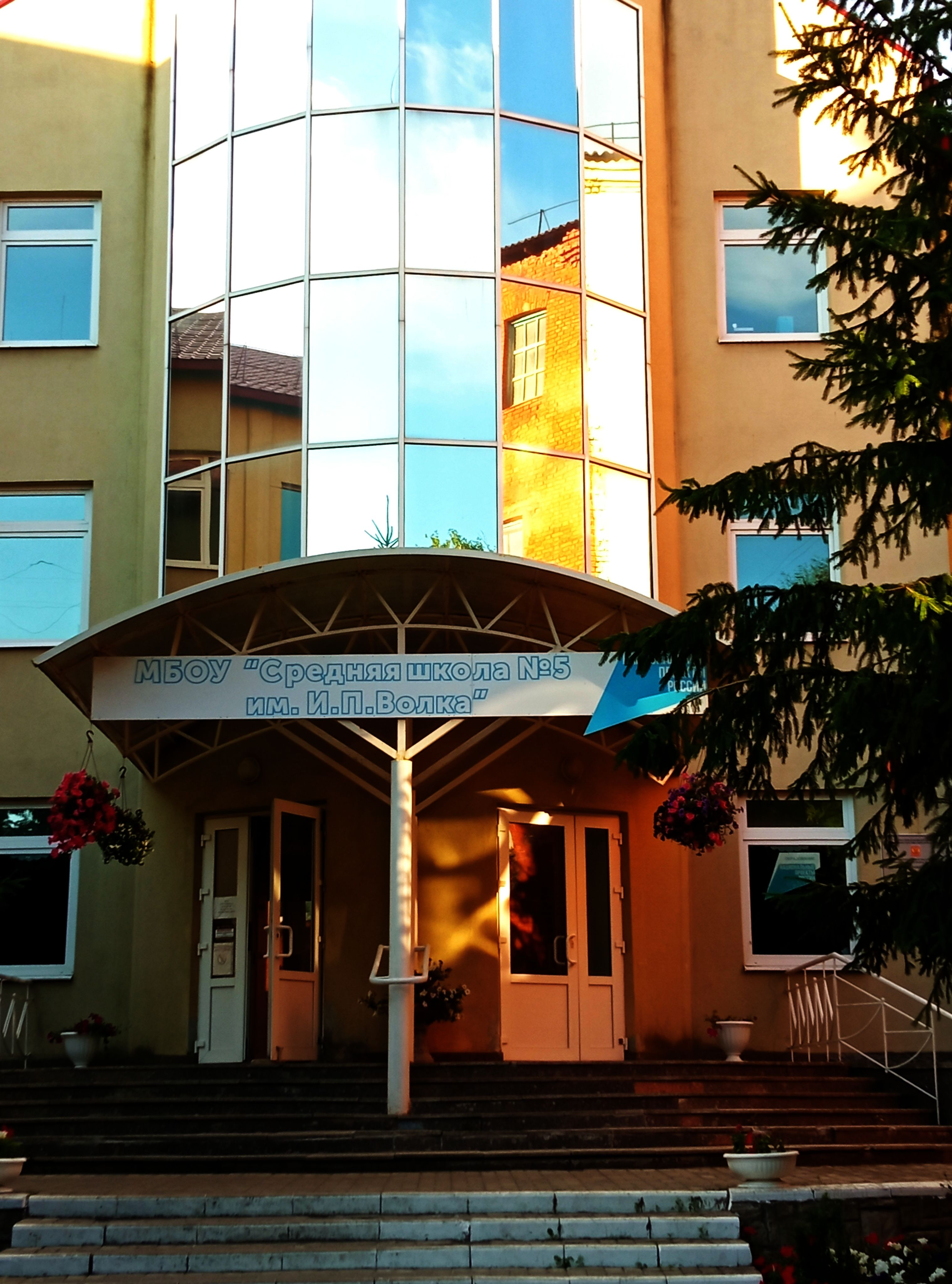
5 курская школа имени И. П. Волка

- В Жуковском в районе Солнечной улицы установлен бронзовый бюст И. П. Волка[18], а окружающий памятник небольшой сквер назван его именем.
- Имя И. П. Волка присвоено школе № 5 города Курска.